# Elezioni europee del 1999 in Portogallo
Le elezioni europee del 1999 in Portogallo si sono tenute il 13 giugno.

## Risultati
| Liste  | Liste | Gruppo      | Voti      | %     | Seggi |
| ------ | --- | ----------- | --------- | ----- | ----- |
|        | Partito Socialista (PS)                                                                                   | PSE         | 1.493.146 | 44,52 | 12    |
|        | Partito Social Democratico (PSD)                                                                          | PPE-DE      | 1.078.528 | 32,16 | 9     |
|        | Coalizione Democratica Unitaria • Partito Comunista Portoghese (PCP) • Partito Ecologista "I Verdi" (PEV) | - GUE/NGL - | 357.671   | 10,66 | 2 -   |
|        | CDS - Partito Popolare (CDS-PP)                                                                           | PPE-DE      | 283.067   | 8,44  | 2     |
|        | Blocco di Sinistra (BE)                                                                                   | -           | 61.920    | 1,85  | -     |
|        | Partito Comunista dei Lavoratori Portoghesi (PCTP)                                                        | -           | 30.446    | 0,91  | -     |
|        | Partito Popolare Monarchico (PPM)                                                                         | -           | 16.182    | 0,48  | -     |
|        | Partito della Terra (MPT)                                                                                 | -           | 13.924    | 0,42  | -     |
|        | Partito di Solidarietà Nazionale (PSN)                                                                    | -           | 8.413     | 0,25  | -     |
|        | Partito Operaio di Unità Socialista (POUS)                                                                | -           | 5.565     | 0,17  | -     |
|        | Partito Democratico dell'Atlantico (PDA)                                                                  | -           | 5.089     | 0,15  | -     |
| Totale | Totale | Totale      | 3.353.951 |       | 25    |